# Atractus touzeti
Espèce
Atractus touzeti est une espèce de serpents de la famille des Dipsadidae.

## Répartition
Cette espèce est endémique d'Équateur.

## Description
La femelle holotype mesure 1 309 mm dont 114 mm pour la queue.

## Étymologie
Cette espèce est nommée en l'honneur de Jean-Marc Touzet.

## Publication originale
- Schargel, Lamar, Passos, Valencia, Cisneros-Hereda & Campbell, 2013 : A new giant Atractus (Serpentes: Dipsadidae) from Ecuador, with notes on some other large Amazonian congeners. Zootaxa, no 3721 (5), p. 455-474.